# Nakajima B5N
Палубный торпедоносец «Тип 97» ( (яп. 九七式艦上攻撃機 Кю:нана-сики каидзё: ко:гэкики)/«Накадзима» B5N (яп. 中島 B5N Накадзима Би-го-эн) — серийный палубный торпедоносец Японской Военно-морской авиации в период Второй мировой войны. Кодовое имя союзников — «Кэйт» (англ. Kate).
К началу Войны на Тихом океане он был лучшим палубным торпедоносцем в мире и был быстрее и эффективнее, чем аналогичные самолёты противника: американского TBD Devastator и британского Fairey Swordfish. Несмотря на то, что к моменту налёта на Пёрл-Харбор он был лучшим самолётом своего класса, в течение войны он устарел, однако, продолжал использоваться всю войну. Помимо непосредственного использования в качестве палубного самолёта, он так же употреблялся как самолёт наземного базирования. Экипаж состоял из трех человек: пилота, бомбардира-наблюдателя и стрелка-радиста.

## История
В 1935 г. Управление авиации ВМС Японии выпустило спецификацию «10-Си», отражавшую требования к перспективному палубному торпедоносцу-бомбардировщику. Машина должна была сменить бипланы «Йокосука» B4Y, существенно превосходя их по летным качествам. В частности, требовалась максимальная скорость не менее 330 км/ч, нормальная продолжительность полёта — 4 часа (максимальная — 7 часов). Боевая нагрузка должна была составлять 800 кг (1 торпеда), стрелковое вооружение ограничивалось 1 7,7-мм пулемётом на верхней установке, а состав экипажа определялся в 3 человека. Конструкторам предлагалось на выбор два звездообразных мотора воздушного охлаждения — «Накадзима» «Хикари» либо «Мицубиси» «Кинсей». Размах крыла не должен был превышать 16 м (в сложенном положении — 7,5 м). В конкурсе участвовали две фирмы — «Мицубиси» и «Накадзима». На последней работы над торпедоносцем под фирменным индексом «тип К» возглавил К. Накамура. Под его руководством спроектировали передовой в технологическом и аэродинамическом отношении низкоплан с убирающимся шасси.
Прототип, облетанный в январе 1937 г., комплектовался мотором «Хикари» 2 (700 л.с). На испытаниях он показал хорошие летные качества, намного перекрыл требования по скорости, развив 370 км/ч. Но при этом вскрылись проблемы с работой гидросистемы, механизмов уборки шасси и складывания крыла. Заказчик потребовал на втором прототипе упростить конструкцию самолёта — что и было сделано. В частности, вместо гидравлического механизма складывания крыла применили ручной. Попутно несколько изменили механизацию крыла, увеличили запас топлива, а также установили мотор «Хикари» 3 (840 л.с). В таком виде самолёт приняли на вооружение и запустили в серийное производство параллельно с более простым торпедоносцем «Мицубиси». Окончательный выбор в пользу конструкции «Накадзимы» сделали по результатам боевого применения в Китае.
В общей сложности было изготовлено 1149 самолётов, в том числе 669 до 1941 г. компанией-разработчиком, 280 в 1942—1943 гг. фирмой «Аичи» и 200 с апреля 1942 г. по март 1944 г. — 11-м авиационным арсеналом флота.
Палубный торпедоносец Тип 97 поступил на испытания Императорских ВМС Японии в 1937 году как основной палубный бомбардировщик-торпедоносец. Было принято решение о принятии этих машин на вооружение, и в течение 1937 г. было изготовлено 125 ед. Они были приняты на вооружение ВМС под обозначением палубного бомбардировщика «Тип 97» (九七式艦上攻撃機) Модель 2 (B5N1), и во время войны на Тихом океане в ВМС США получили кодовое наименование «Kate» («Кейт»). С момента принятия самолётов Тип 97 на вооружение ВМС непрерывно продолжалась работа над модернизацией конструкции и улучшении летных характеристик, в результате чего в декабре 1939 г. появилась модернизированная модель B5N2 с двухрядным радиальным 1000-сильным двигателем с уменьшенными габаритами блока цилиндров и более компактным капотом.

Общий вид палубного торпедоносца Тип 97

## Основные модификации самолёта Накадзима B5N1

### Палубный торпедоносец "Тип 97-1 мод. 1 " («мод. 1-1»)) (B5N1)
Технические характеристики
- 9-цилиндровый двигатель «Хикари» 3 (840 л.с).
- Стрелковое вооружение — 1 7,7-мм пулемёт на верхней установке.
- Масса бомбовой нагрузки — 800 кг (1 торпеда или бомба калибром до 800 кг на подфюзеляжной подвеске).
- Экипаж — 3 чел.

Выпускался до конца 1939 г. 30 самолётов построено в учебном варианте B5N1-K.

### Палубный торпедоносец «Тип 97-3 мод. 1-2» (B5N2)
Технические характеристики
- 14-цилиндровый двигатель воздушного охлаждения «Накадзима» «Сакае» 11 (1000 л.с).
- Стрелковое вооружение и бомбовая нагрузка соответствуют B5N1.

Строился с 1940 г.

## Летно-технические характеристики самолёта Накадзима B5N1
- Двигатель: Накадзима «Хикари» 3 мощностью 840 л.с
- Размах крыла: 15,50 м
- Длина самолёта: 10,20 м
- Высота самолёта: 3,70 м
- Площадь крыла,: 37,70 м².
- Масса:
  - пустого : 2100 кг
  - взлетная: 3700 кг
- Скорость максимальная: 365 км/ч
- Время набора высоты 3000 м, : 7,8 мин.
- Потолок: 7400 м
- Дальность полета: 2250 км

## Боевое применение бомбардировщиков Тип 97

### Японо-китайский конфликт

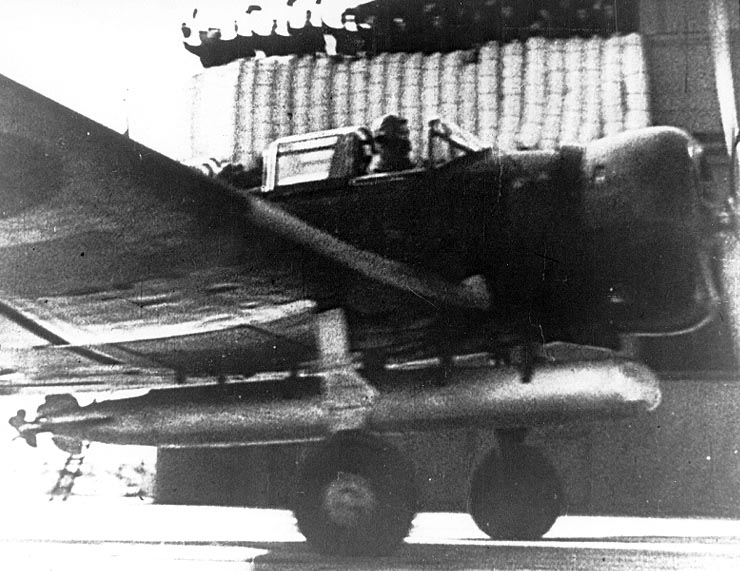
Торпедоносец Тип 97 готовится к взлету с АВ «Акаги».

Первое боевое применение палубного бомбардировщика Тип 97 состоялось в конце 1938 г., когда они были использованы с сухопутных аэродромов как самолёты непосредственной поддержки частей японских Сухопутных войск в районе Ханькоу. Осенью 1940 г. по соглашению с правительством Виши подразделения и части морской пехоты ВМС Японии были переброшены на территорию Вьетнама и небольшое число бомбардировщиков Тип 97 действовало с французских аэродромов, совершая вылеты на БШУ против войск Чан Кайши.
Согласно своему предназначению, самолёты B5N1 в первую очередь поступали в состав палубных авиагрупп японских авианосцев. Но их боевой дебют состоялся не в роли торпедоносца, а в амплуа бомбардировщика берегового базирования. В середине 1940 г. 9 таких самолётов прибыло в состав воевавшего в Китае 12-го кокутая. 13 сентября они совершили первый боевой вылет, без потерь отбомбившись по Чунцину. С марта 1941 г. B5N1 принимали участие в бомбардировках района Ченьду, но к сентябрю операции палубных самолётов в Китае были свернуты: ВМС Японии собирали силы для удара по Пёрл-Харбору.

### Нападение на Пёрл-Харбор
По состоянию на 7 декабря 1941 г. авиация Императорского флота располагала в боевых частях 202 самолётами B5N — в подавляющем большинстве новой модификации Nakajima B5N2. 144 из них находилось на борту шести авианосцев, выделенных для удара по Пёрл-Харбору. В первой ударной волне взлетело 89 «Кейтов» (49 в варианте бомбардировщиков, остальные несли торпеды). Воспользовавшись эффектом внезапности, уже в первые мгновения торпедоносцы с «Акаги» поразили линкор «Оклахома». Затем семь торпед угодило в «Западную Вирджинию», атакам подверглись линкоры «Теннесси», «Калифорния», «Невада», корабль-цель (бывший линкор) «Юта». Во второй ударной волне действовало 54 ед. бомбардировщиков Накадзима B5N2. Их целями были не корабли, а береговые аэродромы.
Итог атаки хорошо известен — в Пёрл-Харборе было потоплено 5 линкоров и 3 получили повреждения, а также ряд других кораблей. Первая волна налёта включала в себя 50 ед. и 40 ед. торпедоносцев Тип 97. Во второй волне налётов было 54 ед. бомбардировщиков Тип 97. Зафиксировано 30 % прямых попаданий у торпедоносцев и 27 % попаданий у бомбардировщиков.

### Боевые действия в Юго-Восточной Азии
18 ед. самолётов B5N2, базировавшихся на авианосце «Рюдзё», принимали участие в атаке на Филиппины. Их активность была весьма незначительной — 7 декабря они дважды без особого успеха бомбили порт Минданао, а 12 декабря поддерживали высадку десанта в бухте Легаспи. 21 декабря «Кейты» с «Сорю» и «Хирю» бомбили о. Уэйк.
С января 1942 г. самолёты с авианосцев «Акаги», «Кага», «Сёкаку» и «Дзуйкаку» участвовали в операции по захвату Новой Британии и Новой Ирландии, налётах на Целебес и Новую Гвинею. 19 февраля 81 «Кейт» с «Акаги», «Кага», «Хирю» и «Сорю» приняли участие в ударе по Порт-Дарвину в Австралии. В отличие от Пёрл-Харбора, торпеды здесь не применялись — все B5N2 действовали как горизонтальные бомбардировщики.
6 авианосцев, на борту которых, помимо прочих самолётов, было 143 ед. бомбардировщиков B5N2, в апреле 1942 г. предприняли рейд в Индийский океан. 5 апреля 1942 года 53 ед. бомбардировщиков Тип 97 были использованы для налёта на британский порт Коломбо, а 9-го — Тринкомали. 7-8 мая палубные «Кейты» с трёх авианосцев участвовали в сражении в Коралловом море. Здесь торпедоносцам вновь представился случай применить своё главное оружие — 8 мая двумя торпедами был поражён авианосец «Лексингтон», впоследствии добитый пикировщиками «Вэл».

### Боевые действия противВМС США
В битве при Мидуэй бомбардировщики Тип 97 участвовали в нанесении бомбового удара по атоллу. В воздух было поднято 36 ед. бомбардировщиков Тип 97 с авианосцев «Хирю» и «Сорю». Во время американской атаки на авианосцы «Акаги» и «Кага» было уничтожено 36 ед. бомбардировщиков Тип 97, запаркованных на полётной палубе авианосца. 10 ед. торпедоносцев Тип 97 под командованием лейтенанта Томонага участвовали во втором налёте на авианосец «Йорктаун», где они добились 2 точных попаданий.
В августе 1942 началось сражение у восточных Соломоновых островов. В начале сражения японский флот имел 45 ед. бомбардировщиков Тип 97. 23 августа 6 ед. бомбардировщиков Тип 97 совершили налёт на аэродром Гендерсона, из них было потеряно 4 самолёта.
26 октября 1942 бомбардировщики Тип 97 использовались в бою у островов Санта-Крус. Они атаковали американский флот двумя волнами — 18 торпедоносцев с АВ «Дзуйкаку» и 12 торпедоносцев с АВ «Секаку». В битве у о. Санта-Круз 26 октября 1942 г. «Кейты» действовали и как торпедоносцы, и как бомбардировщики, применяя 800-кг бронебойные бомбы. Они добились двух торпедных попаданий в авианосец «Хорнет», впоследствии затонувший. Несколько позже группа из 9 ед. торпедоносцев Тип 97 атаковала авианосец «Энтерпрайз» и тяжело повредила его тремя торпедами.
1 апреля 1943 года в операции «I-go» участвовало всего 5 ед. бомбардировщиков Тип 97.
В ноябре 1943 года B5N участвовали в налётах на американские войска, высадившиеся на побережье Бугенвиля. В первом налёте участвовало 9 ед. бомбардировщиков Тип 97, во втором (5 ноября) 18 ед. бомбардировщиков Тип 97, в третьем — 14 ед. бомбардировщиков Тип 97, при этом во время этого налёта все они были потеряны от огня ПВО .
Фактически, с начала 1943 года бомбардировщики Тип 97 перестали использоваться в качестве авиации палубного базирования и были переведены в Рабаул. Их заменили Nakajima B6N «Tenzan», а «Кейты» впоследствии действовали, главным образом, с береговых баз. В частности, в феврале 1943 г. они обеспечивали эвакуацию японских войск с Гуадалканала, в апреле участвовали в массированных налётах на объекты на Соломоновых островах и Новой Гвинее. В дальнейшем основной задачей стало противодействие американским десантам: 30 июня 1943 г. «Кейты» с Рабаула атаковали морских пехотинцев на Новой Георгии, 15 августа — на Велья-Лавелья. Потери были весьма ощутимыми — как от зенитного огня, так и от истребителей, но в конце сентября в Рабаул прибыло пополнение — 40 B5N2, снятых с авианосцев. Однако повлиять на ситуацию они не смогли — американцы методично вытесняли противника.
5 ноября 1943 г. Рабаул подвергся удару американской палубной авиации. На поиск авианосцев противника выслали 18 B5N2, вооружённых торпедами. Хотя вернувшиеся экипажи докладывали об уничтожении одного авианосца и повреждении другого, ни одного попадания добиться не удалось.

### Боевые действия завершающего периода войны
Одна из последних попыток применить «Кейты» в качестве торпедоносцев имела место 17 февраля 1944 г. при отражении рейда американской палубной авиации на о. Трук. 9 B5N2 смогли на малой высоте прорваться к авианосцу «Интрепид», получившему одно попадание торпедой. Но корабль остался на плаву и впоследствии был отремонтирован. 24 июня 1944 г. в ходе битвы за Марианские острова 20 «Кейтов», вооружённых торпедами, пытались атаковать один из эскортных авианосцев, но все были сбиты истребителями. В ходе операции «Кикусуй» — массированных атак камикадзе у Окинавы в апреле-мае 1945 г. — B5N2 применялись как самолёты смертников.
Дислоцированные на Хоккайдо и Курилах B5N2 из 553-го кокутая (21 машина) и кокутая «Хокуто» (несколько единиц) приняли участие в войне с СССР. В частности, 10 августа 1945 г. 4 «Кейта» из ОАП ВМС"Хокуто" бомбили цели на Камчатке, а 18 августа атаковали советский конвой, потопив тральщик. Вероятно, это был последний боевой вылет «Кейтов» во Второй мировой войне.

## Тактико-технические характеристики
Приведённые ниже характеристики соответствуют модификации B5N2:

### Технические характеристики
- Экипаж: 3 человека (1 пилот, 1 штурман и 1 задний стрелок/связист)
- Длина: 10,3 м
- Размах крыла: 15,52 м
- Высота: 3,7 м
- Площадь крыла: 37,7 м²
- Масса пустого: 2 279 кг
- Нормальная взлётная масса: 3 800 кг
- Максимальная взлётная масса: 4 100 кг
- Масса топлива: 946 л (до 3х 568 л ПТБ)
- Объём топливных баков: 946 л (до 3х 568 л ПТБ)
- Двигатели: 1× Nakajima NK1B Sakae 11 воздушного охлаждения
- Мощность: 1× 1000 л. с. (750 кВт)
- Воздушный винт: трёхлопастной

### Лётные характеристики

График зависимости максимальной скорости от высоты полёта (с форсажем и без)

- Максимальная скорость: 378 км/ч
- Крейсерская скорость: 255 км/ч
- Практическая дальность: 1 990 км
- Практический потолок: 8 620 м
- Скороподъёмность: 6,58 м/с
- Нагрузка на крыло: 101 кг/м²
- Тяговооружённость: 200 Вт/кг

### Вооружение
- Пулемётное: 1× 7,7-мм пулемёт Тип 92 в задней кабине, с магазинами по 97 патронов
- Боевая нагрузка: на сменных держателях подвешивались:
  - 1× 800 кг торпеда справа от продольной оси фюзеляжа или
  - 2× 250 кг бомбы или
  - 6× 60 кг бомб[3]

или одна 800 кг противопалубная бронебойная бомба
созданная на базе снаряда линкора

## Сравнительные характеристики
| Характеристики торпедоносцев начального этапа Второй мировой войны | Характеристики торпедоносцев начального этапа Второй мировой войны | Характеристики торпедоносцев начального этапа Второй мировой войны | Характеристики торпедоносцев начального этапа Второй мировой войны | Характеристики торпедоносцев начального этапа Второй мировой войны |
|                                                                    | TBD-1 «Девастейтор»                                                | TBF-1 «Эвенджер»                                                   | Палубный торпедоносец Тип 97                                       | «Суордфиш» Mk.1                                                    |
| ------------------------------------------------------------------ | ------------------------------------------------------------------ | ------------------------------------------------------------------ | ------------------------------------------------------------------ | ------------------------------------------------------------------ |
| Изображение                                                        |                                                                    |                                                                    |                                                                    |                                                                    |
| Год приятия на вооружение                                          | 1938                                                               | 1942                                                               | 1939                                                               | 1936                                                               |
| Экипаж, человек                                                    | 3                                                                  | 3                                                                  | 3                                                                  | 3                                                                  |
| Длина, мм                                                          | 10 668                                                             | 12 192                                                             | 10 400                                                             | 11 000                                                             |
| Размах крыла, мм                                                   | 15 240                                                             | 16 510                                                             | 15 518                                                             | 13 900                                                             |
| Нормальный взлетный вес, кг                                        | 3803                                                               | 6199                                                               | 3800                                                               | 2132                                                               |
| Максимальный взлетный вес, кг                                      | 4624                                                               | 7214                                                               | 4300                                                               | 4196                                                               |
| Мощность двигателя, л. с.                                          | 900                                                                | 1700                                                               | 1000                                                               | 690                                                                |
| Максимальная скорость, км/ч                                        | 332                                                                | 436                                                                | 378                                                                | 224                                                                |
| Крейсерская скорость, км/ч                                         | 206                                                                | 233                                                                | 259                                                                | ?                                                                  |
| Дальность с торпедой, км                                           | 700                                                                | 1955                                                               | 1280                                                               | 1010                                                               |
| Курсовой пулемёт                                                   | 1 × 7,62-мм                                                        | 1 × 7,62-мм                                                        | —                                                                  | 1 × 7,69-мм                                                        |
| Оборонительное стрелковое вооружение                               | 1 × 7,62-мм                                                        | 1 × 12,7-мм 1 × 7,62-мм                                            | 1 × 7,62-мм                                                        | 1 × 7,69-мм                                                        |